# Tennessee Moon
Tennessee Moon è il ventitreesimo album discografico in studio del cantante statunitense Neil Diamond, pubblicato nel 1996.

## Tracce
1. Tennessee Moon – 3:00 (Neil Diamond / Dennis Morgan)
2. One Good Love (duetto con Waylon Jennings) – 4:18 (Neil Diamond / Gary Nicholson)
3. Shame (duetto con Hal Ketchum) – 3:31 (Neil Diamond / Hal Ketchum)
4. A Matter of Love – 4:35 (Neil Diamond / Tom Shapiro)
5. Marry Me (duetto con Buffy Lawson) – 3:50 (Neil Diamond / Tom Shapiro)
6. Deep Inside of You (duetto con Beth Nielsen Chapman) – 3:51 (Beth Nielsen Chapman / Neil Diamond)
7. Gold Don't Rust – 3:42 (Gary Burr / Bob DiPiero / Neil Diamond)
8. Like You Do (duetto con Rosemary Butler) – 4:03 (Sandy Knox / Steve Rosen)
9. Can Anybody Hear Me – 3:50 (Neil Diamond / Bill LaBounty)
10. Win the World – 4:12 (Neil Diamond / Susan Longacre)
11. No Limit – 3:07 (Richard Bennett / Neil Diamond)
12. Reminisce for a While (duetto con Raul Malo) – 4:27 (Neil Diamond / Raul Malo)
13. Kentucky Woman – 2:48 (Neil Diamond)
14. If I Lost My Way – 3:23 (Gary Burr / Neil Diamond)
15. Everybody – 3:45 (Jesse Diamond / Neil Diamond)
16. Talking Optimist Blues (Good Day Today) – 2:53 (Neil Diamond / Gretchen Peters)
17. Open Wide These Prison Doors – 4:30 (Neil Diamond / Stewart Harris)
18. Blue Highway (featuring Chet Atkins) – 3:56 (Neil Diamond / Harlan Howard)